# Abathar Muzania

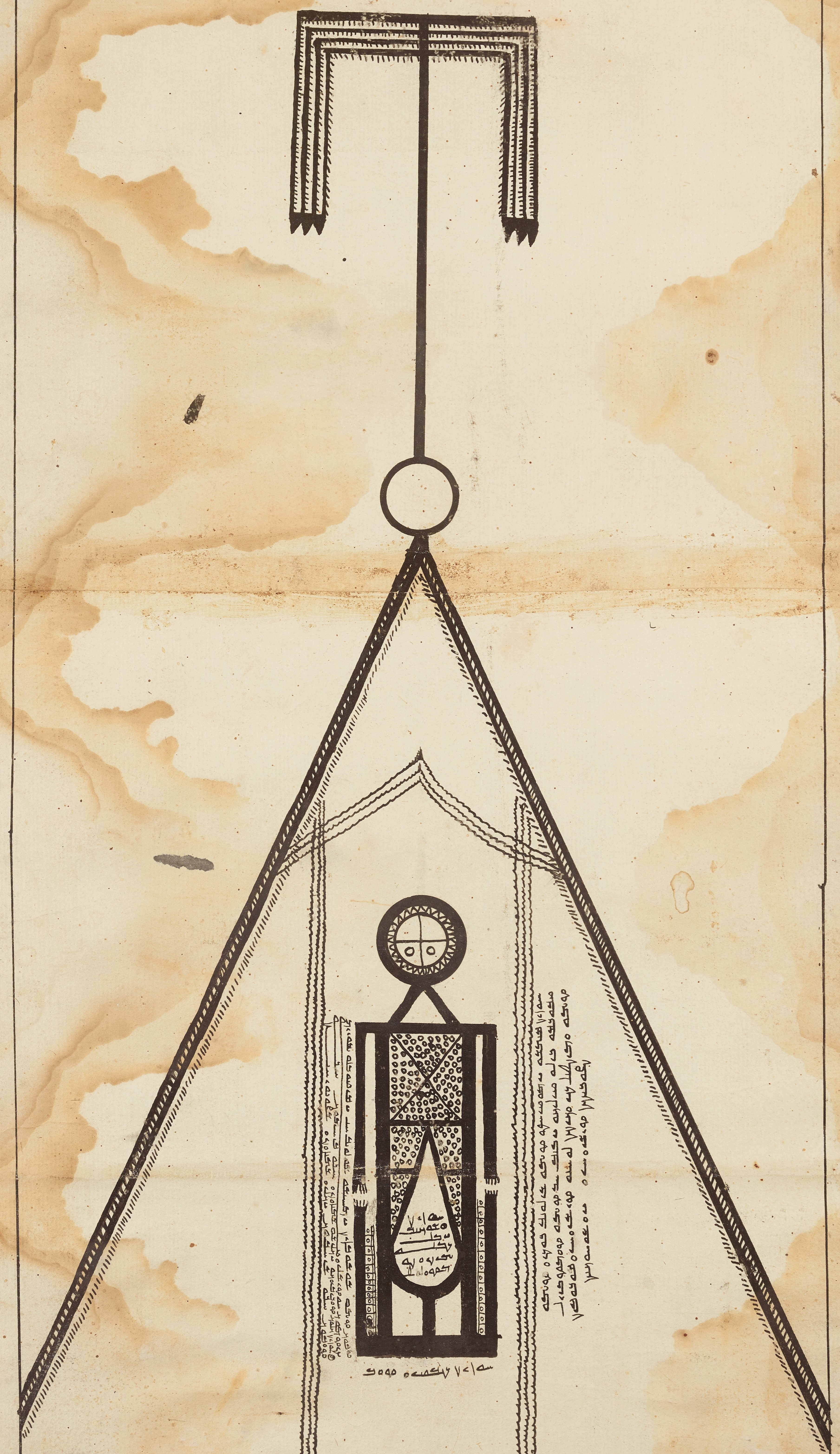
Abatur Muzania

Abathar Muzania (Abatur Muzania) – istota anielska wymieniana w literaturze mandaizmu. Jest opisywany jako odpowiedzialny za "ważenie" dusz zmarłych za pomocą zestawu wag w celu określenia ich wartości. Jest także nazywany aniołem Gwiazdy Polarnej.